# Nippon Bunri Daigaku
La Nippon Bunri Daigaku (日本文理大学?) es una universidad privada en Oita, Japón. La escuela fue establecida en 1967 y adoptó su nombre actual en 1982.

## Cursos especiales
- Cuenta con un curso especial de Japonés para estudiantes internacionales: 別科日本語課程 (bekka nihongo no katei?)